# Pietro Acotanto
Pietro Acotanto (... – Venezia, 23 settembre 1187) è stato un monaco cristiano italiano.

## Biografia
Secondo la tradizione veneziana fondata su un manoscritto conservato nella chiesa di San Basilio e che Flaminio Corner definisce molto vecchio (anche i codici marciani 3051 e 6796 la riportano), Pietro nasce nel 1108 dalla nobile famiglia Acotanto, famiglia che poteva vantare antichissime origini, proveniente da Altino. La stessa chiesa della contrada in cui gli Acotanto abitavano, "San Basegio" (San Basilio), era stata da loro edificata nel secolo X.
Praticò la carità in modo eminente: nei poveri vedeva Cristo e nell'elemosina una manifestazione di fede, anche se tante volte la povera gente ne approfittava. Gli assediavano la casa prima che egli uscisse, custodivano la porta allorché doveva rientrarvi, gli interrompevano con importune istanze il cammino in strada ed egli, paziente e generoso, accoglieva tutti e nessuno lasciava partire sconsolato o piangente.
"Nella notte più buia - così lo descrive il Corner - per nascondersi dalla veduta e dagli applausi degli uomini, e noto unicamente a Dio, che lo assisteva, con le sue proprie mani caricava la domestica sua barchetta di pane, di legna, d'olio, di vesti ed altre cose occorrenti alla indigenza dei miserabili e privo di ogni umano aiuto spingevala egli solo a traverso dell'acque sconvolte e sdegnate e in mezzo all'imperversare dei venti e con continuato pericolo della sua salute e della sua vita portavasi qua e là per vari lontani quartieri della città, in cerca dei poveri più derelitti e ad essi faceva una generosa distribuzione dell'abbondante carico, salvandoli in tal maniera dall'imminente sciagura di dover mancare per freddo o per fame".
Per i poveri diventa povero egli stesso. Vende tutto quello che ha e non tiene per sé neppure quanto gli basta per poter campare. Si ritira a San Giorgio tra i benedettini che erano stati i suoi maestri di vita; veste vestiti poverissimi e vuole svolgere i servizi più umili, quali coltivare l'orticello e portar l'acqua alla cucina del monastero, attingendola a fatica dal pozzo. Si accontenta di pochissimo cibo e spesso digiuna. L'esempio di virtù che egli dà ai suoi monaci è tale che, alla morte dell'abate Pasquale, lo vorrebbero come loro superiore, ma Pietro rinuncia ed anzi ottiene di vivere come eremita accanto al monastero, dove con le sue mani costruisce una piccola capanna e tra digiuni e mortificazione passa gli ultimi anni della sua vita.
Muore il 23 settembre 1187, data che egli aveva predetto per la sua morte, attorniato dai suoi confratelli. Fu sepolto nella chiesa di San Basilio (vulgo "San Basegio") a Venezia, dove gode di fama di santità per i miracoli compiuti per la sua intercessione e l'incorruzione del suo corpo, ritrovato tale nel 1250.
Il 23 aprile 1240 il vescovo di Venezia Nicolò Morosini lo fa riportare in chiesa (qualche tempo prima un pievano troppo zelante aveva fatto mettere il corpo nel cimitero accanto per impedire onori non autorizzati) e ne approva il culto. Un altare veniva eretto in suo onore e per un lascito antichissimo (un vecchio libro di conti registrava la somma lasciata per "che el Piovan faza la festa del Biado Piero Acotanto secondo la Santa e buona usanza facendo predicare quel santo dì"); se ne faceva recitare ogni anno il panegirico (alcuni sono conservati in antichi codici marciani).
Nel 1305 la salma fu trasferita in un'altra tomba del limitrofo cimitero e, nel 1340, veniva definitivamente traslata all'interno della chiesa, sopra l'altare del Crocifisso. Riconosciuto come taumaturgo, papa Clemente XIII lo ha dichiarato beato nel 1759.
Nel 1810, a seguito della soppressione napoleonica della chiesa di San Basilio, le sue reliquie furono traslate nella vicina chiesa di San Sebastiano e poi, nel 1821, nella chiesa dei Santi Gervasio e Protasio (vulgo "San Trovaso"), ove si venerano tuttora.
Nel 1946 il prof. Piero Leonardi diede vita all'Opera benefica Beato Pietro Acotanto per l'assistenza agli sfrattati della Giudecca e delle Terese (circa 500 famiglie tra le più bisognose): si attivò per la promozione umana, soprattutto dei giovani, aprendo ricreatori, scuole e refettori in cui i bambini dei quartieri assistiti venivano accolti e intrattenuti con giochi, canti, letture e distribuzione di viveri; nella zona di Santa Marta istituì corsi professionali e laboratori di falegnameria per insegnare un mestiere ai ragazzi abbandonati. L'Opera ha cessato la sua attività nel 1964.

## Iconografia
Nelle chiese di Venezia:

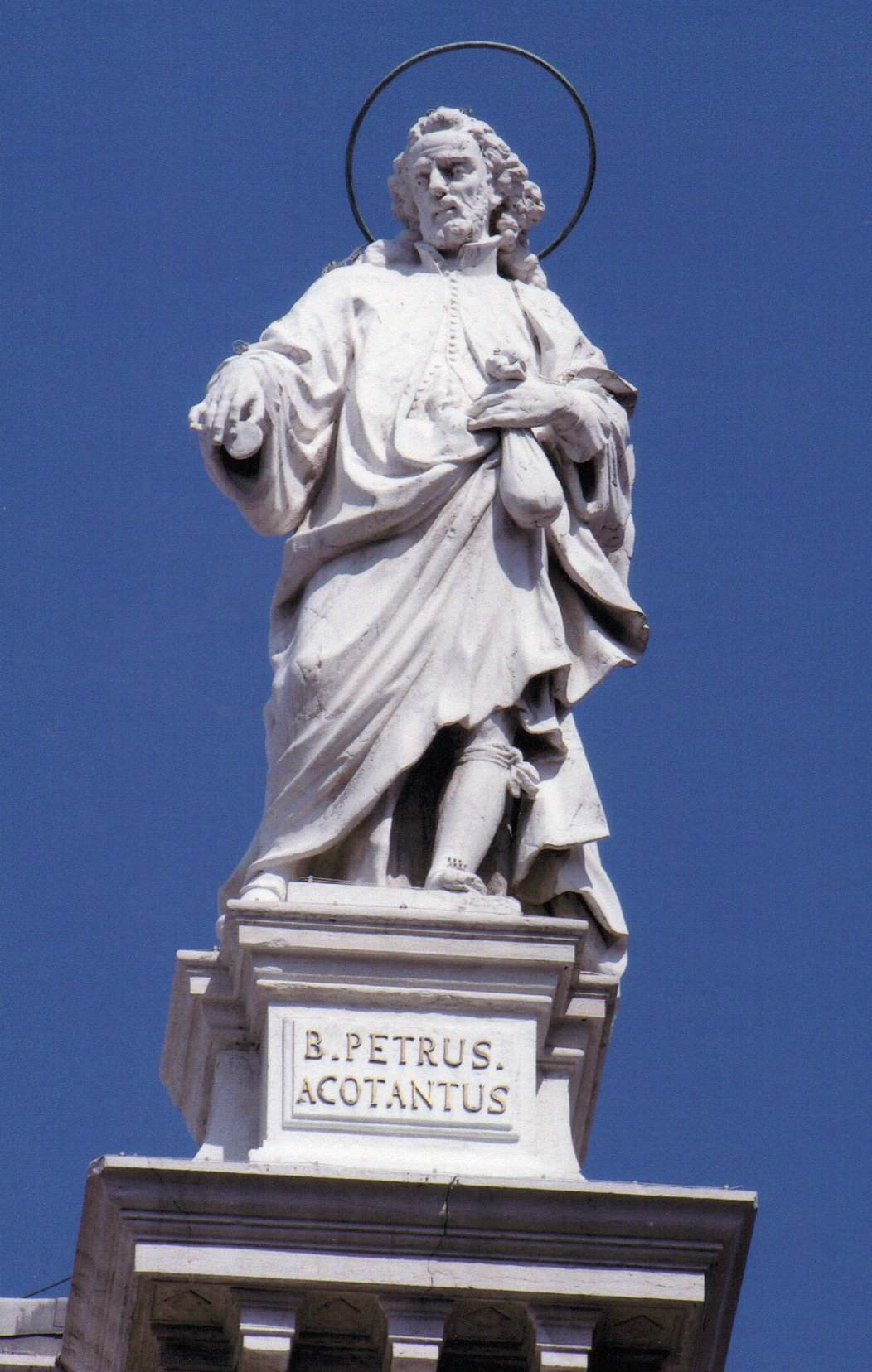
La statua del beato Pietro Acotanto sulla chiesa di San Rocco a Venezia, San Polo.

Il beato Pietro Acotanto è dipinto nella serie dei Santi veneziani della Cappella San Mauro alla Madonna dell'Orto.
Nella sacrestia della Fava una statua lignea settecentesca rappresenta il Beato che tiene nella sinistra il sacchetto dell'elemosina,
Sulla facciata diella chiesa di San Rocco, a destra, nell'ordine superiore, vi è la statua scolpita da Giovanni Maria Morlaiter (1768-1769).
A San Luca un dipinto murale mostra il Beato in una barca intento a distribuire il pane ai poveri.
Nella chiesa di San Trovaso un ritratto di anonimo del secolo XVII riproduce i caratteri iconografici tradizionali e più comuni del Beato in abiti patrizi col sacchetto delle monete. Pure a San Trovaso, nel 1887, G. Fusaro scolpì il medaglione marmoreo col busto del Beato.
Nella chiesa di Santa Maria della Visitazione, detta della Pietà, una pala piazzettesca di F. Daggiù detto il Cappella lo raffigura con altri santi accanto alla Vergine.
A lui è dedicato anche il patronato della parrocchia di San Canciano.
Opere grafiche:
Un'incisione riportata da Flaminio Corner nelle Ecclesiae Venetae, mostra il Beato in abiti patrizi che tiene nella sinistra un sacchetto e nella destra una moneta.
Un'altra incisione del Settecento di Giovanni Pitteri e Pietro Novelli ripete i caratteri iconografici precedenti e aggiunge alcuni poveri che circondano il Beato.
Un'incisione del Rizzi e altre incisioni anonime sono premesse a vari opuscoli pubblicati nel Settecento.

## Liturgia
La festa liturgica del patrizio veneziano beato Pietro Acotanto fu fissata secondo l'antica tradizione il 26 agosto (26 Augusti vij Kalendas Septembres  In sancta Patriarchali Ecclesia Venetiarum, B. Petri Acotanto Confessoris, Venetiarum Patroni, cujus corpus  in ecclesia Ss. Gervasii et Protasii, duplex majus ).
Flaminio Corner ne componeva l'ufficio e la messa propria. I benedettini invece lo festeggiano il 23 settembre.
Il beato Pietro Acotanto  è compatrono della città di Venezia.
Dal 1759 il beato Pietro Acotanto è entrato nel culto ufficiale della Chiesa e nel Proprium veneziano. Nell'ultima revisione del Proprio della Chiesa patriarcale di Venezia (Venezia 1983) la commissione ha deciso di lasciare la ricorrenza del beato Acotanto come memoria facoltativa.
La messa propria è costituita da testi scritturali inneggianti alla carità.